# Isola Cruccianas
L'isola Cruccianas è un'isola dell'Italia, in Sardegna.